# Interferon tip I
Ljudski Interferoni tip I su velika i rastuća grupa IFN proteina. Svi tip I interferoni se vezuju za specifični receptorski kompleks na ćelijskoj površini poznat kao IFN-α receptor koji se sastoji od IFNAR1 i IFNAR2 lanaca.
Homologni molekuli sa tipom  su nađeni u mnogim vrstama, uključujući sve sisare, kao i kod nekih vrsta ptica, reptila, amfibija i riba.

## Tipovi kod sisara
Homologni molekuli sa tipom  su nađeni u mnogim vrstama, uključujući sve sisare, kao i kod nekih vrsta ptica, reptila, amfibija i riba.

### 
proteine proizvode leukociti. Oni uglavnom funkcionišu kao deo odgovora urođenog imunskog sistema na virusne infekcije. Postoji 14 pod-tipova, i oni se nazivaju IFNA1, IFNA2, IFNA4, IFNA5, IFNA6, IFNA7, IFNA8, IFNA10, IFNA13, IFNA14, IFNA16, IFNA17, IFNA21. Geni za IFN-α molekule su grupisani na hromozomu 9.
IFN-α se takođe pravi sintetičkim putem kao medikacija. Postoje dva tipa: 
- Pegilirani interferon alfa-2a
- Pegilirani interferon alfa-2b

-{IFN-β{- proteini se proizvode u velikim količinama od strane fibroblasta. Oni imaju antiviralnu aktivnost, uglavnom u okviru urođenog imunog odgovora. Dva tipa IFN-β su poznata, IFN-β1 (IFNB1) i IFN-β3 (IFNB3) (gen označen sa IFN-β2 je zapravo IL-6).
IFN-ε, –κ, -τ, i –ζ izgleda, da postoji samo jednu izoforma kod ljudi, . Samo preživari kodiraju IFN-τ, IFN-ω varijantu. Do sada, IFN-ζ je nađen samo kod miševa, dok je strukturni homolog, IFN-δ nađen u raznovrsnom nizu placentalnih sisara koji nisu primati i glodari. Većina ali ne svi placentalni sisari kodiraju funkcionalne IFN-ε i IFN-κ gene.
IFN-ω, mada je samo jedna funkcionalna forma opisana do sad, postoji nekoliko pseudogena: , , , , , , i  kod ljudi. Mnogi ne-primatni placentalni sisari izražavaju više IFN-ω pod-tipova.
Ovaj pod-tip tipa I IFN je nedavno bio opisan kao pseudogen kod ljudi, ali je potencijalno funkcionalan u genomu domaće mačke.

## Izvori i funkcija
i  se izlučuju is mnogih ćelijskih tipova uključujući limfocite (NK ćelije, B-ćelije i T-ćelije), makrofage, fibroblaste, endotelijalne ćelije, osteoblasti i druge. Oni stimulišu makrofage i NK ćelije da proizvedu antiviralni odgovor, i oni su aktivni protiv tumora. Nedavno su plazmacitoidne dendritske ćelije bile identifikovane kao najpotentniji proizvođači tipa I interferona u odgovoru na antigen, i bile su nazvani prirodne IFN proizvodeće ćelije.
IFN-ω se oslobađa iz leukocita na mestu viralne infekcije ili tumora.

## Spoljašnje veze
- Interferon+Type+I на 

 Mediji vezani za članak Interferon tip I na Vikimedijinoj ostavi